# 德國特大航空
德國特大航空（德語，亦作德國XL航空）是一家以包機為主的航空公司，總部設於德國黑森州默費爾登-瓦爾多夫，主要於法蘭克福機場服務。該公司後被現已破產的冰島投資銀行Straumur-Burdaras（現Asset Liability Management Company hf）收購。

## 航點

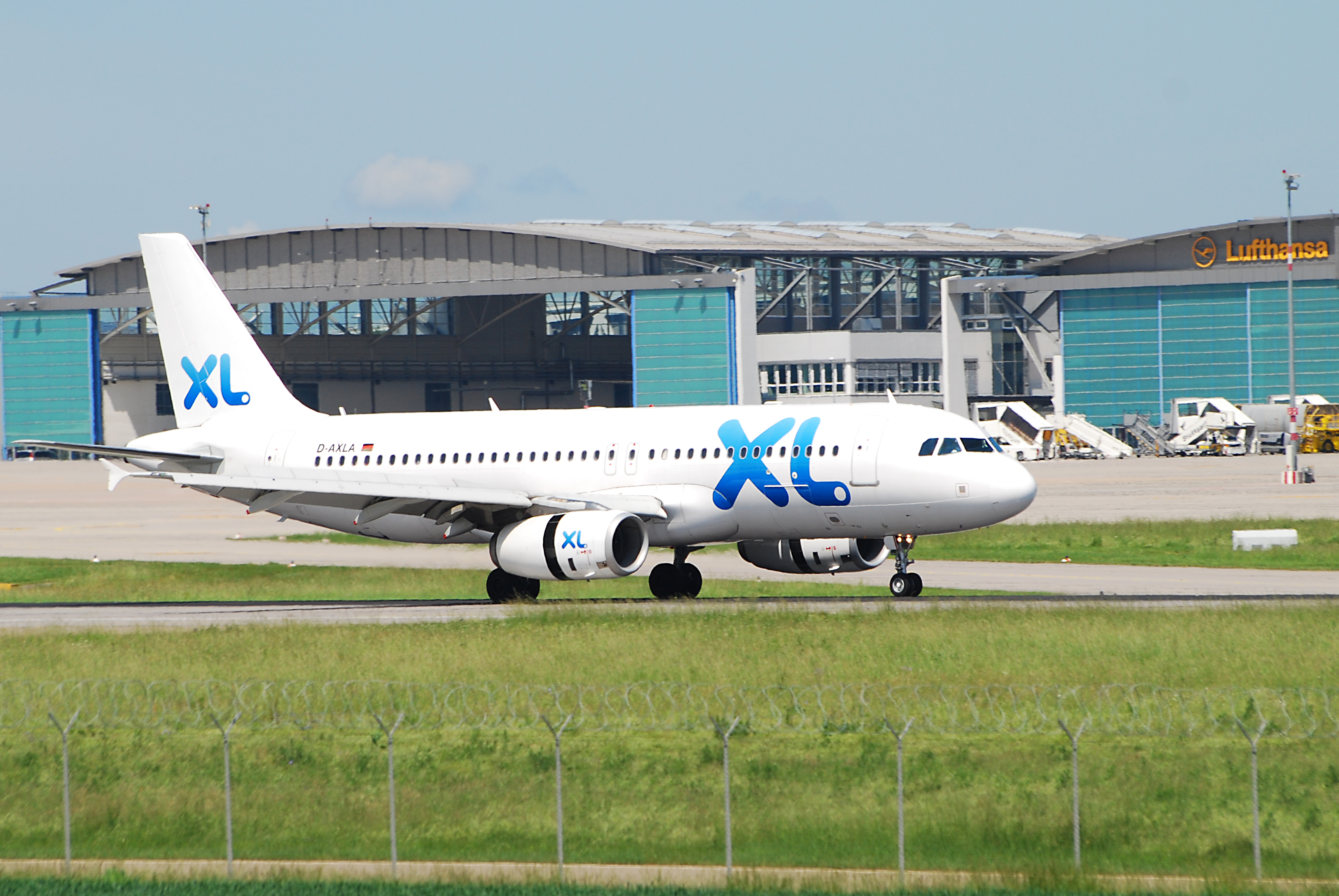
一架德國特大航空的空中巴士A320-200降落於德國斯圖加特機場。此機日後在執飛888T航班時墜毀於地中海。

截止2012年12月，德國特大航空運營以下航點：
 埃及
- 古尔代盖 - 古尔代盖国际机场 季節性
- 沙姆沙伊赫 - 沙姆沙伊赫国际机场 季節性

 德国
- 科隆/波恩 - 科隆/波恩機場
- 杜塞爾多夫 - 杜塞爾多夫國際機場
- 埃爾福特-魏瑪機場 - 埃爾福特-魏瑪機場
- 法蘭克福 - 法蘭克福機場 樞紐
- 法蘭克福-哈恩 - 法蘭克福-哈恩機場
- 漢堡 - 漢堡機場
- 漢諾威 - 漢諾威-朗根哈根機場
- 莱比锡/哈雷 - 萊比錫/哈雷機場
- 慕尼黑 - 慕尼黑機場
- 明斯特/奧斯納布呂克 - 明斯特奧斯納布呂克國際機場
- 紐倫堡 - 紐倫堡機場
- 帕德博恩 - 帕德博恩/利普施塔特机场
- 薩爾布呂肯 - 薩爾布呂肯機場
- 斯圖加特 - 斯圖加特機場

 希腊
- 伊拉克利翁 - 伊拉克利翁國際機場

 科索沃
- 普里什蒂納 - 普里斯提納國際機場

 北馬其頓
- 斯科普里 - 斯科普里亚历山大大帝机场

 摩洛哥
- 馬拉喀什 - 馬拉喀什－邁納拉國際機場

 葡萄牙
- 法魯 - 法魯國際機場

 西班牙
- 富埃特文图拉岛 - 福提文土拉機場
- 梅诺卡岛 - 米諾卡機場

 突尼西亞
- 安菲達 - 安菲達機場

 土耳其
- 阿達納 - 阿達納機場
- 安塔利亚 - 安塔利亚机场 季節性
- 埃拉澤 - 埃拉澤機場 季節性
- 加濟安泰普 - 欧兹里机场 季節性
- 開塞利 - 埃尔基莱特国际机场
- 马拉蒂亚 - 马拉蒂亚机场
- 薩姆松 - 桑孫卡爾森巴機場
- 特拉布宗 - 特拉布宗機場

## 機隊

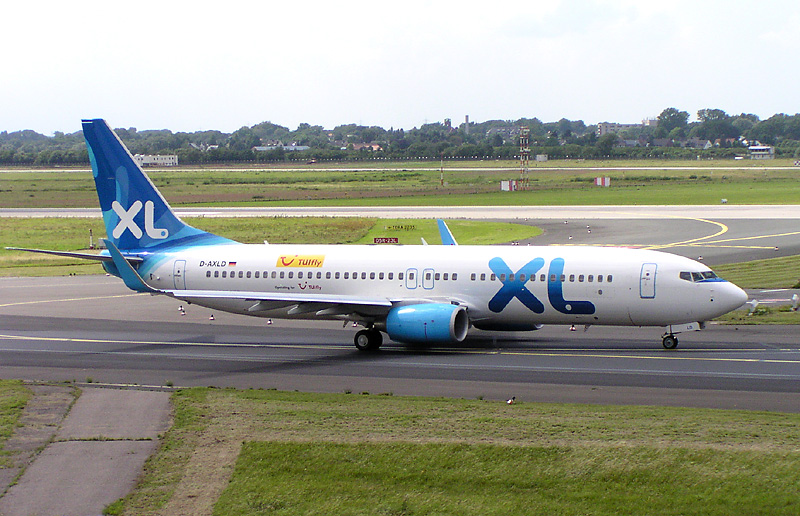
一架德國特大航空的波音737-800在杜塞爾多夫國際機場（2007）

截止2012年12月，德國特大航空機隊平均機齡9.8年含以下機種：
另外機隊曾擁有三架空中巴士A320。

## 意外及事故
2008年11月27日，德國特大航空向紐西蘭航空租賃的一架空中巴士A320約滿，原定在交機測試後返還。但在測試進行期間墜毀於法國佩皮尼昂以東的地中海，造成機上7名人員死亡，包括4名紐西蘭官員。

## 另見
- 法國特大航空，同樣被Straumur-Burdaras，後於2012年10月出售予瑞士的X-Air Aviation。
- 英國特大航空

## 外部連結
- 官方網站 （德文）/（荷兰文）